# Eunice Mary Kennedy Shriver
Eunice Mary Kennedy Shriver (født 10. juli 1921, død 11. august 2009) var medlem af den amerikanske Kennedy-familie og medgrundlægger af OL for psykisk handikappede i 1960'erne. 
Shriver var gift med Sargent Shriver, der var vicepræsidentkandidat for Demokraterne ved valget i 1972. Eunice Shriver var aktiv i kampagnen for at få valgt hendes ældre bror John F. Kennedy til præsident ved valget i 1960. Hun var endvidere mor til Maria Shriver, der var gift med Californiens tidligere guvernør og skuespiller Arnold Schwarzenegger.
Hendes mest markante offentlige indsats lå i kampen for psykisk handikappede, idet hun som medinitiativtager til etableringen af OL for denne gruppe mennesker var med til at fremme såvel deres sundhed som velvære og selvagtelse.